# Jヴィレッジ
Jヴィレッジ（ジェイ・ヴィレッジ）は、福島県浜通り南部、双葉郡楢葉町、広野町に跨がって立地する、サッカー等を対象としたスポーツトレーニング施設。日本サッカー界初のナショナルトレーニングセンターである。
1997年開設。福島第一原子力発電所事故に伴い、2011年3月15日から2013年6月30日までスポーツ施設としては全面閉鎖し、国が管理する原発事故の対応拠点となっていた。以後もトレーニング施設としては活動閉鎖されていたが、2018年7月28日より部分的に再開。同年9月8日には新しい全天候型練習場の利用が始まった。

## 概要
東京電力が原子力発電所立地地域の地域振興事業の一つとして総工費130億円を投じて建設し、福島県に寄付した施設で、日本サッカー協会 (JFA) 、日本プロサッカーリーグ（Jリーグ）、福島県、東京電力などの出資で設立された株式会社Jヴィレッジ（旧社名・株式会社日本フットボールヴィレッジ）が運営管理する。株式会社Jヴィレッジの歴代社長は福島県知事、副社長はJFA理事と東京電力役員（取締役または常務執行役）が務める。実質的な運営統括はJFA理事の副社長が担当しており、現在の副社長は元湘南ベルマーレ監督の上田栄治。
「Jヴィレッジ」の名は、元イングランド代表のボビー・チャールトンによって命名された。
サッカー以外にも、ラグビー、アメリカンフットボール、ラクロス、卓球、バスケットボール、バレーボール、バドミントン、チアリーディングなどの合宿も可能である。これは宿泊や飲食においても同様であり、一般の来場者でもフィットネスクラブやレストランなどを利用することができる他、企業の社員研修やビジネス客の宿泊などスポーツと関係のない利用も可能である。利用人数は一時閉鎖以前の2011年3月までで、のべ約100万人利用、約56万7千人が宿泊していた。
2021年3月25日東京オリンピックの聖火ランナーのスタート地点。
2022年には立地及び近隣する自治体（楢葉町、広野町、浪江町）がももいろクローバーZを招致し、同所で初となる単独コンサートを開催した。（新型コロナウイルス感染症の影響で当初の2020年の開催予定から2022年の開催へと変更された。）。
2025年には広大な面積や合宿可能な施設を有していることを理由に、第25回デフリンピック競技大会のサッカー会場として使用される予定。国際規模の大会で使用されるのは初めてとなる。

## 施設
49haの敷地に全8面の天然芝（Jヴィレッジスタジアム含む）、全天候型（屋内）人工芝1面、屋外人工芝2面の計11面のピッチを備え、サッカー日本代表、Jリーグクラブなどのトップチームから草サッカークラブまで、幅広い層の合宿施設として利用される。宿泊・研修施設が併設されているメリットを活かして、審判員や指導者の養成事業などでも利用されている日本サッカー界の重要拠点である。海外チームも利用することが可能であり、2002 FIFAワールドカップの際にはアルゼンチン代表が、ラグビーワールドカップ2019の際にもアルゼンチン代表がここにキャンプを構えた。
また、地域レベルの公式戦の試合会場として、日本クラブユースサッカー選手権 (U-18)大会、日本クラブユースサッカー選手権 (U-15)大会、JFA 全日本U-12サッカー選手権大会、Jユースカップなどの全国大会の会場として使われる。

### トレーニング施設
- 天然芝フィールド - 天然芝ピッチ7面 内2面に夜間照明
- 全天候型フィールドサッカー練習場 - 屋内人工芝ピッチ
- トレーニングフィールド - 人工芝ピッチ1面・全天候型400mトラック4レーン・ラグビー用ポール・夜間照明
- 屋根付練習場 - 人工芝ピッチハーフサイズ1面
- フットサル用ピッチ
  - 人工芝2面 - 夜間照明
  - ウレタン2面 - スタンド有り
- サンドピッチ1面
- テニスコート - ハードコート1面・夜間照明
- フィットネス棟
  - 温水プール - 25m×4コース
  - マシントレーニングジム
  - 屋内アリーナ

### 競技施設
- Jヴィレッジスタジアム - 他の施設とは独立した広野町側にある

### その他施設
- センター棟 - 西洋フード・コンパスグループが管理受託。
  - ゲストルーム（ホテル） - 宿泊棟を含めて約200室・470人収容
  - コンベンションホール - 162人収容・150インチ大型モニター
  - レストラン「アルパインローズ」
    - 原発事故での営業休止前のレストラン（エームサービスが運営）の総料理長だった西芳照は、サッカー日本代表専属シェフとして現在も海外遠征試合に帯同している。

  - カフェテリア「ハーフタイム」
  - Café Amazon Jヴィレッジ店[12]
- 宿泊棟（Jヴィレッジ・アネックス）
  - ゲストルーム（ホテル）
  - バンケットホール（Jヴィレッジホール）

## 歴史

### 設立経緯
日本のサッカー界は、1993年（平成5年）のJリーグ創設を経て、日本代表など国内サッカーの強化に繋がる優秀な選手を育成するための活動拠点となる施設の確保が急務とされた。同時に、日本でサッカーを行う環境が、質的（天然芝グラウンドの管理水準の低さや他競技との兼用に因る使い勝手の悪さ）にも、量的（競技人口に対するグラウンドの不足）にも不足していることが問題となっていた。また、日本は同時期に2002 FIFAワールドカップ招致に向けて動き出しており、そのきっかけとして新たなサッカートレーニング施設を欲していた。
一方で、福島県内に原子力発電所を含む多くの施設を所有していた東京電力は、1994年  （平成6年）に地元への貢献として地域振興施設の造営・寄贈を行うという提案を行った。この時、ちょうど地域密着を掲げて人気を博していたサッカーと結びつけた整備が適当と判断され、日本サッカー協会が協力する形でナショナルトレーニングセンターを設立する合意がなされた。
なお、建設予定地は東京電力の発表当初未定とされ、1994年（平成6年）9月26日の福島県議会で「当社の発電所がある自治体への建設を希望している」とのコメントが示された。必要な敷地は30～40ha、構想発表時点で完成イメージ図も添えられていたため、『政経東北』のように事前に地元町村と綿密に打ち合わせしたものと受け取ったマスコミもあった。これに応じ、福島第一原子力発電所7･8号機の増設予定地に当たる双葉町の企画開発課長は「個々の町村が誘致運動をやるのは控えるよう町村会で確認している。仮に40ヘクタールほどの土地なら双葉町で確保できるだろうが、現実の問題として施設の維持、管理はどこがやるのか、現在の交通機関で全国から来る選手たちをスムーズに受け入れられるかなど、かなり難しい点がある」と述べている。
結局、東京電力は1995年（平成7年）から、同地にある広野火力発電所に隣接した広野町町有地に建設を決定、約130億円をかけて施設整備を開始、5000人収容のサッカースタジアムや各種球技に対応可能な天然芝グラウンド、屋内トレーニング施設、宿泊施設等を建設した。1997年（平成9年）に竣工した施設は福島県へ寄贈され、福島県の外郭団体である県電源地域振興財団の所有となった。
同時に施設運営のために福島県、日本サッカー協会、東京電力からの各10%の出資を中心として株式会社日本フットボールヴィレッジを設立し、ここが施設を借り受ける形でJヴィレッジの管理・運営を行った。
なお、当時この施設寄贈は当時から福島第一原子力発電所7・8号機増設の見返りとしてマスメディアにたびたび指摘され、県内の原子力発電所におけるプルサーマル実施を承認させる見返りではないかとする指摘もあった。しかしその後、プルサーマル関連の不祥事や東京電力原発トラブル隠し事件の発覚によって実施自体が大きく遅れ、増設計画やプルサーマル計画のスケジュールとは無関係に完成・運営が続けられた。
建設に投じられた130億円について『政経東北』は「教育奨学財団をつくり、浜通り一帯の高校生、大学生の奨学資金に充てるという提案なら、県民に率直に受け入れられたのではあるまいか」と報じた。また『政経東北』1997年4月号では福島県が浜通りを放置してきたとし、「地域振興に努めてリードすべき県が何もせず、東京電力がJビレッジの青写真を提示し、建設するという怪」と県の姿勢を報じている。

### 原発事故対応拠点

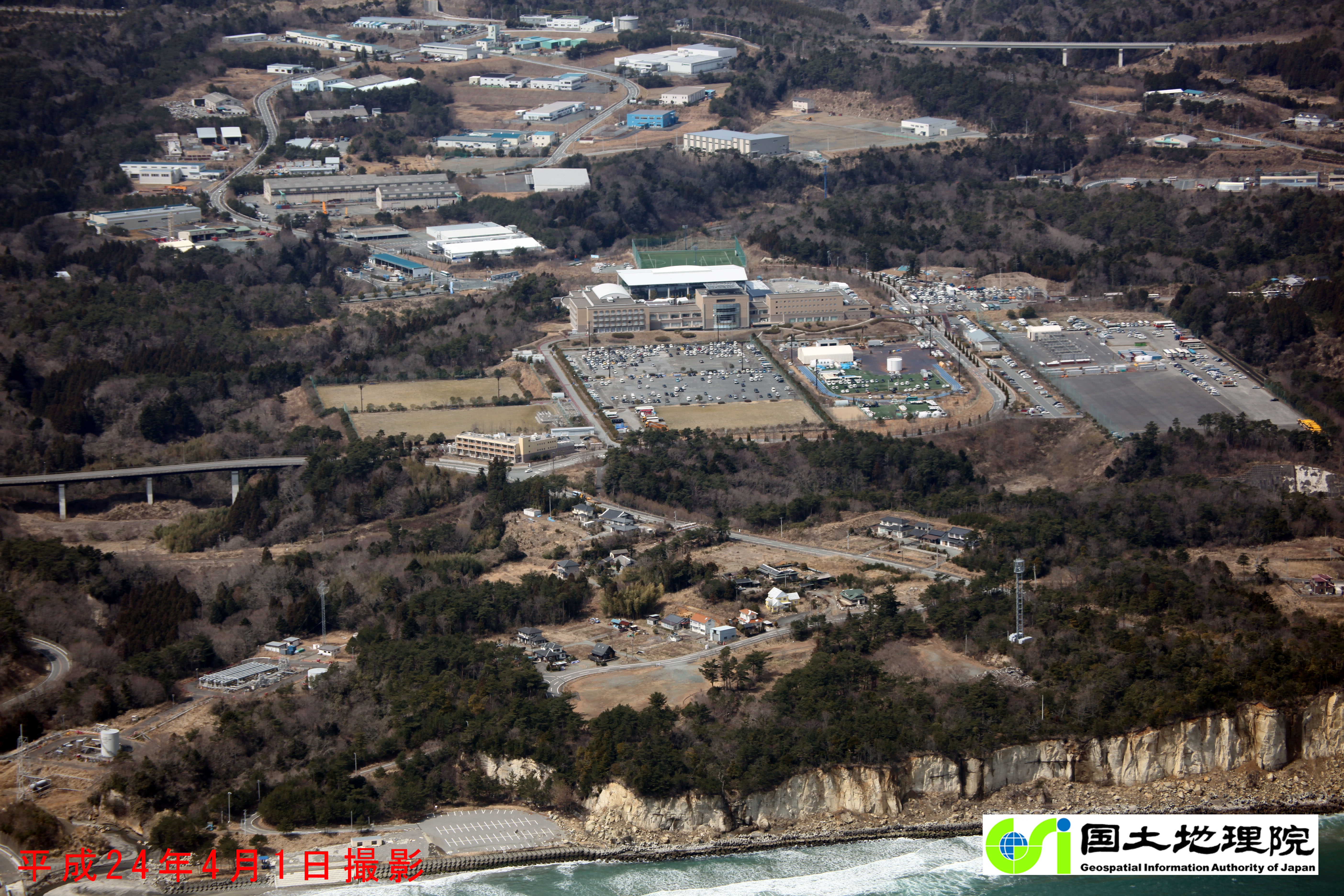
国土地理院が撮影したJヴィレッジの俯瞰空中写真。2012年（平成24年）4月1日撮影。

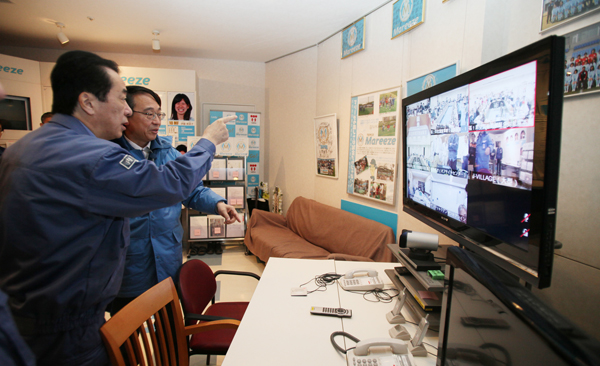
Jビレッジ内の東京電力指揮所を視察する菅直人内閣総理大臣。

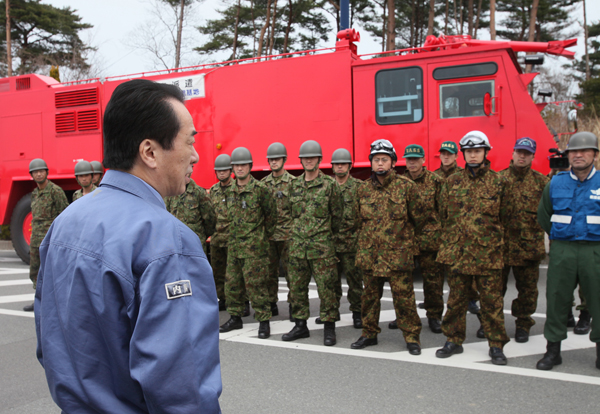
Jビレッジの放水冷却隊を激励する菅直人内閣総理大臣。

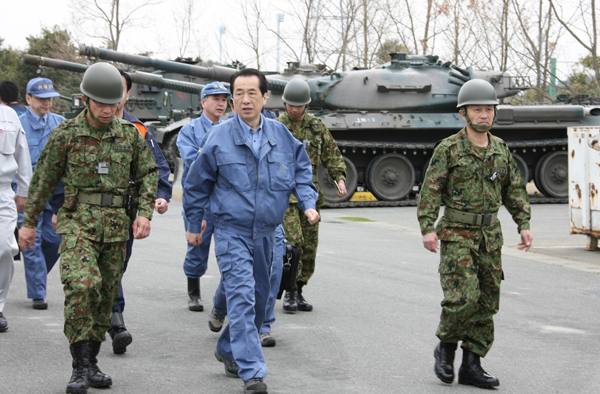
Jビレッジの戦車隊を視察する菅直人内閣総理大臣。

2011年（平成23年）3月11日、東日本大震災（東北地方太平洋沖地震）が発生したが、ここで人的な被害はなかった。同日は避難所として機能していた。
福島第一原子力発電所事故が発生し、同原発から20キロメートル圏内にあることから避難指示区域、後に警戒区域に入ったため、翌3月12日から別の場所への避難を開始した。同施設を拠点に活動しているJFAアカデミー福島 およびTEPCOマリーゼ は避難を余儀なくされた。
同年3月15日、施設は国に移管され、陸上自衛隊のヘリコプター機体および隊員が放射性物質を除去するための除染場所となり、同年3月18日には政府、東京電力、陸上自衛隊および警察や消防が原発事故に対応する「現地調整所」を設置し、前線拠点として本格的に運用を開始した。近くの道路や駐車場は、使用済み核燃料プールを冷却する消防車（大型破壊機救難消防車A-MB-3など）や汚染された瓦礫撤去のために用意された戦車（74式戦車2両）・装甲回収車（78式戦車回収車1両）、放射線量の測定車 といった特殊車両の待機場所となった。原発事故に対応する作業員を診断する医療班が常駐している。事故発生当時、最大で1000人の関係者が寝泊まりしていた。福島第一原発内で作業を終えた作業員はここで除染および宿泊・食事をしていたため、事故対応が長期化する中で当該施設の環境改善が叫ばれるようになった。
2011年（平成23年）9月時点、作業員の宿泊施設を南のいわき市に置き、1日あたり3,000人から1,300人の作業員がここで作業服に着替えて原発に向かう「中継基地」となっていた。常駐は自衛隊員数10人、東電社員約200人。2011年（平成23年）10月現在、芝のフィールドはヘリポート・駐車場・除染場・作業スペース・資材保管場所として使われ、一部はアスファルト や砂利が敷かれた。Jヴィレッジスタジアムのフィールドには、東電社員用のプレハブが置かれている。
東京電力は福島第一原子力発電所の事故に伴う賠償や除染への対応を強化するため、「福島復興本社」を2013年（平成25年）1月1日 （1月4日業務開始）よりJヴィレッジに設立、4000人を超える社員を配置させ、それまで本店が担当していた賠償の審査業務の一部を復興本社に移す他、実務を受け持つ南相馬市や会津若松市など5ヵ所の事業所の担当者を増やすことで支払いへの対応を加速させるとした。
なおこの間、Jヴィレッジ施設で働いていたパートや派遣社員約150人は全員解雇され、残る13人の正社員は減俸し雇用を続け郡山市・いわき市・会津若松市の災害対策本部でボランティア活動に従事し、その後2012年9月よりいわき市に仮設フィットネスジムを設置・運営させていた。
2013年（平成25年）7月1日、Jヴィレッジ内に置かれていた福島第一原発への入退管理機能の多くを、原発敷地内の「入退域管理施設」に移した。

### 復興へ向けた動き
JFAはJヴィレッジを再び利用するとしており、日本オリンピック委員会や日本体育協会およびJFAは、当該施設を含めた被災地のスポーツ施設を元に戻すよう日本国政府に要望している。これに国際サッカー連盟(FIFA)も資金提供をするとしている。また、長年同地で行われてきた日本クラブユースサッカー選手権U-18やU-15など全国規模の大会は、他の会場に移して開催される。
2013年（平成25年）7月、原発事故対応拠点が第一原発内に移転したことを機に、JFAは「Jヴィレッジ復興サポートプロジェクト」を立ち上げ、復興に向けて本格的に動き始めた。この時点でピッチ11面のうち10面は資材置き場や駐車場・プレハブが置かれ、全面的に芝生を張り替えなければならなかった。
2020年東京オリンピックの開催が決定したことを受け、Jヴィレッジをトレーニング施設として再利用することを目指すこととなり、東京電力主体の復旧事業として2018年までに元通りに戻すよう進めていくこととなった。2016年（平成28年）8月29日に日本サッカー協会ビルで行われた記者会見で福島県知事の内堀雅雄が説明した内容によると、2018年（平成30年）夏の一部営業再開・2019年（平成31年）4月の全面営業再開を目指すとしており、“震災前よりもさらに魅力的なトレーニングセンター”をコンセプトに、国内初の人工芝1面サイズ全天候型練習場を新設することとしている。全天候型練習場の総工費22億円については日本スポーツ振興センターから15億円のスポーツ振興くじ（toto）助成金を受けた上で、残る7億円は寄付金によりまかなうこととしている。
復旧工事の進展に伴い、2017年（平成29年）3月いっぱいをもって、東京電力によるJヴィレッジの使用を完全に終了。2018年（平成30年）7月28日にはスタジアム・練習グラウンド6面・新宿泊棟など一部施設の運用を再開、2019年（平成31年）4月20日に8年ぶりに全面営業再開した。
一方、双葉地方町村会による常磐線のJヴィレッジ近くに新駅を設置する構想に対し、東日本旅客鉄道（JR東日本）は2018年（平成30年）1月に検討する方針を決め覚書を交わした。2018年（平成30年）3月28日、JR東日本・福島県・双葉地方町村会は協定を結び、Jヴィレッジ駅の開設を正式に決めた。2018年（平成30年）5月に工事を開始し、全面営業再開と同日の2019年（平成31年）4月20日に開業した。当初はJヴィレッジや周辺で開かれるイベントなどに合わせて列車が止まる臨時駅であったが、2020年（令和2年）3月14日より全日営業する常設駅となった。
2021年3月25日東京オリンピックの聖火ランナーのスタート地点。震災復興を象徴する施設から、大会が掲げる「復興五輪」を世界に発信する。
聖火ランナーは公募により1万人程度が選ばれた、聖火リレーについて、組織委員会はスポンサー企業4社と各都道府県実行委員会が行ったランナー公募に延べ53万5717件の応募があったと発表した。
2022年（令和4年）には、立地する楢葉町・広野町と近隣の浪江町が協同で、ももいろクローバーZが毎年実施するコンサート『ももクロ春の一大事』を誘致。Jヴィレッジでは初の単独コンサートとなる。

## 周辺の施設
- 二ツ沼総合公園
- 岩沢海水浴場
直線で500m程なので徒歩で行けるが、かなりの坂道である。
- 天神岬スポーツ公園
- 道の駅ならは（国道6号沿い）
- 双葉地方広域市町村圏組合消防本部
  - 富岡消防署楢葉分署
- 広野火力発電所
- 楢葉南工業団地
- 広野工業団地
- 木戸川渓谷

## アクセス
- 常磐自動車道 広野インターチェンジから1.5 km[47]
- JR常磐線 Jヴィレッジ駅から約170m
- 高速バスいわき号（東京駅 - 富岡営業所間の便がJヴィレッジに停車）

## 参考資料
- 政経東北「『原発銀座』浜通り地方の"ジレンマ"サッカー・トレセンに130億 感心しない東京電力の対応」『政経東北』、東邦出版、1994年10月、18-25頁。
- 中小路徹 (2011年9月14日). “ありったけサッカー魂 Jヴィレッジは今（上）”.   朝日新聞. 2011年11月18日時点のオリジナルよりアーカイブ。2019年11月9日閲覧。
- 中小路徹 (2011年9月21日). “ありったけサッカー魂 Jヴィレッジは今（下）”.   朝日新聞. 2011年11月17日時点のオリジナルよりアーカイブ。2019年11月9日閲覧。